# Středozápadní region (Brazílie)
Středozápadní region je územní jednotka Brazílie zabírající 18,8% jejího území, v roce 2022 zde žilo 8,02 % veškerého brazilského obyvatelstva. Je složen ze států Goiás, Mato Grosso, Mato Grosso do Sul a federálního distriktu. V rámci Brazílie patří region mezi ty řidčeji osídlené, hustota zalidnění dosahuje hodnoty cca 10,1 obyv./km².
Brazilské regiony představují 5 uskupení jednotlivých brazilských států a federálního distriktu, ze kterých se skládá Brazilská republika. Území jsou seskupena podle geografické blízkosti a obdobným přírodním podmínkám. Regiony byly vytvořeny Brazilským institutem pro geografii a statistiku (portugalsky Instituto Brasileiro de Geografia e Estatística, zkratka IBGE) za účelem rozdělit rozlehlé brazilské území do několika oblastí. Regiony nedisponují žádnou politickou mocí či autonomií.